# Franz Krautzberger

Franz Krautzberger

Franz Krautzberger (* 23. Juli 1913 in Karlsbad; † 23. September 1942) war ein sudetendeutscher Politiker (NSDAP).

## Leben und Wirken
Nach dem Besuch der Volksschule und des Realgymnasiums in Karlsbad studierte Krautzberger Staatswissenschaften in Prag und Wien. Erste politische Aktivitäten entfaltete er in der sudetendeutschen Turnerbewegung. 1936 promovierte Krautzberger bei Othmar Spann in Wien zum Dr. rer. pol., um anschließend als Schulungsleiter an die Turnschule Asch berufen zu werden.
Am 8. Mai 1938 leitete Krautzberger die Durchführung des Zusammenschlusses der sudetendeutschen Jugend in der Sudetendeutschen Volksjugend. Nach der Annexion der Sudetengebiete durch das Deutsche Reich wurde er im Oktober 1938 mit der Führung der Hitlerjugend im Sudetenland betraut.
Nach der Ergänzungswahl zum Reichstag am 4. Dezember 1938 trat Krautzberger als Abgeordneter in den nationalsozialistischen Reichstag ein.
Wenige Monate nach der Eingliederung der Sudetengebiete in das Deutsche Reich geriet Krautzberger ins Visier der SS, die ihm aufgrund seiner früheren Anhängerschaft an die Lehren Othmar Spanns und der noch im September 1938 vertretenen Politik einer Autonomie der Sudetendeutschen ohne Eintritt in das Deutsche Reich, misstraute. Der Führer der Sudetendeutschen Konrad Heiden konnte sich zunächst gegen die Forderungen Reinhard Heydrichs nach einer Entfernung Krautzbergers behaupten und den Führer der Hitlerjugend Baldur von Schirach dazu veranlassen, Krautzberger als Führer der Hitlerjugend im Sudetengebiet beizubehalten. Im Februar 1939 gelang es der SS schließlich die Ersetzung Krautzbergers als HJ-Führer des Sudetengaues durch den Reichsdeutschen Günther Prager durchzusetzen. Stattdessen wurde er persönlicher Referent des Gauleiters des Sudetengebietes Konrad Henlein.
Ab Anfang Februar 1940 leistete Krautzberger Militärdienst und ist am 23. September 1942 gefallen.

## Schriften
- Fichtes Volks- und Staatslehre, Lobositz 1936. (Dissertation)
- Mannschaft und völkischer Kampf. Reden, 1937. (mit Willi Brandner und Willi Schmidt)
- Zusammenbruch oder Neuordnung der Volksgemeinschaft, 1937.
- Ein Volk – eine Jugend!, 1938.